# Briare
Briare és un municipi francès, situat al departament del Loiret i a la regió de Centre – Vall del Loira. L'any 2007 tenia 5.660 habitants. S'ha agermanat amb el municipi belga de Jemappes.

## Demografia

### Població
El 2007 la població de fet de Briare era de 5.660 persones. Hi havia 2.456 famílies, de les quals 836 eren unipersonals (296 homes vivint sols i 540 dones vivint soles), 808 parelles sense fills, 620 parelles amb fills i 192 famílies monoparentals amb fills.
La població ha evolucionat segons el següent gràfic:
Habitants censats

### Habitatges
El 2007 hi havia 3.027 habitatges, 2.512 eren l'habitatge principal de la família, 282 eren segones residències i 233 estaven desocupats. 2.077 eren cases i 847 eren apartaments. Dels 2.512 habitatges principals, 1.337 estaven ocupats pels seus propietaris, 1.111 estaven llogats i ocupats pels llogaters i 64 estaven cedits a títol gratuït; 105 tenien una cambra, 211 en tenien dues, 730 en tenien tres, 738 en tenien quatre i 728 en tenien cinc o més. 1.701 habitatges disposaven pel capbaix d'una plaça de pàrquing. A 1.270 habitatges hi havia un automòbil i a 753 n'hi havia dos o més.

### Piràmide de població
La piràmide de població per edats i sexe el 2009 era:
| Homes | Edats   | Dones |
| ----- | ------- | ----- |
| 0     | 95 o +  | 20    |
| 24    | 90 a 94 | 28    |
| 56    | 85 a 89 | 92    |
| 44    | 80 a 84 | 72    |
| 124   | 75 a 79 | 208   |
| 132   | 70 a 74 | 184   |
| 156   | 65 a 69 | 180   |
| 132   | 60 a 64 | 148   |
| 152   | 55 a 59 | 68    |
| 212   | 50 a 54 | 228   |
| 176   | 45 a 49 | 184   |
| 188   | 40 a 44 | 204   |
| 188   | 35 a 39 | 192   |
| 208   | 30 a 34 | 200   |
| 192   | 25 a 29 | 208   |
| 144   | 20 a 24 | 184   |
| 184   | 15 a 19 | 196   |
| 196   | 10 a 14 | 172   |
| 192   | 5 a 9   | 204   |
| 168   | 0 a 4   | 132   |

## Economia
El 2007 la població en edat de treballar era de 3.375 persones, 2.312 eren actives i 1.063 eren inactives. De les 2.312 persones actives 2.057 estaven ocupades (1.097 homes i 960 dones) i 255 estaven aturades (118 homes i 137 dones). De les 1.063 persones inactives 395 estaven jubilades, 258 estaven estudiant i 410 estaven classificades com a «altres inactius».

### Ingressos
El 2009 a Briare hi havia 2.534 unitats fiscals que integraven 5.624 persones, la mediana anual d'ingressos fiscals per persona era de 16.718 €.

### Activitats econòmiques
Dels 311 establiments que hi havia el 2007, 2 eren d'empreses extractives, 7 d'empreses alimentàries, 33 d'empreses de fabricació d'altres productes industrials, 37 d'empreses de construcció, 75 d'empreses de comerç i reparació d'automòbils, 11 d'empreses de transport, 38 d'empreses d'hostatgeria i restauració, 2 d'empreses d'informació i comunicació, 8 d'empreses financeres, 15 d'empreses immobiliàries, 28 d'empreses de serveis, 25 d'entitats de l'administració pública i 30 d'empreses classificades com a «altres activitats de serveis».
Dels 96 establiments de servei als particulars que hi havia el 2009, 1 era una oficina d'administració d'Hisenda pública, 1 gendarmeria, 1 oficina de correu, 5 oficines bancàries, 1 funerària, 3 tallers de reparació d'automòbils i de material agrícola, 1 taller d'inspecció tècnica de vehicles, 2 autoescoles, 11 paletes, 5 guixaires pintors, 4 fusteries, 8 lampisteries, 3 electricistes, 3 empreses de construcció, 6 perruqueries, 2 veterinaris, 1 agència de treball temporal, 26 restaurants, 8 agències immobiliàries, 2 tintoreries i 2 salons de bellesa.
Dels 22 establiments comercials que hi havia el 2009, 4 eren supermercats, 2 grans superfícies de material de bricolatge, 1 una botiga de més de 120 m², 3 fleques, 1 una fleca, 1 una carnisseria, 1 una peixateria, 1 una llibreria, 1 una botiga de roba, 4 botigues de material esportiu, 1 una botiga de material de revestiment de parets i terra i 2 floristeries.
L'any 2000 a Briare hi havia 21 explotacions agrícoles que ocupaven un total de 1.309 hectàrees.

## Equipaments sanitaris i escolars
El 2009 hi havia 1 hospital de tractaments de curta durada, 1 hospital de tractaments de mitja durada (seguiment i rehabilitació, 1 un hospital de tractaments de llarga durada i 3 farmàcies.
El 2009 hi havia 1 escola maternal i 3 escoles elementals. Briare disposava d'un col·legi d'educació secundària amb 425 alumnes.

## Poblacions més properes
El següent diagrama mostra les poblacions més properes.